# 요루바어 위키백과

요루바어 위키백과(요루바어: Wikipéédíà Yorùbá)는 요루바어로 된 위키백과이다. 2019년 8월 17일 현재 문서 수는 31,907개이다. 기호는 yo이다.